# Zombie Raid
Zombie Raid es un juego de disparos con armas ligeras con temática de terror y desplazamiento en pantalla lanzado para arcade por American Sammy en enero de 1995 . 

## Trama
En la Inglaterra de 1918, un pequeño pueblo sufre una serie de secuestros e incidentes de robo de tumbas, y han comenzado a surgir zombis fuertemente armados. Dado que el trabajo es demasiado peligroso para la policía, el detective privado Edward Windsor comienza a investigar. Después de un tiroteo en el cementerio del pueblo, Edward rescata a un hombre llamado Charles, y los dos unen fuerzas para infiltrarse en un castillo cercano donde se originaron los zombies. Se separan al entrar al castillo, y Edward cae en una mazmorra subterránea y tiene que luchar para salir. Poco después de que Edward y Charles se reencuentran, Charles sufre una herida de bala mortal pero se transforma en un monstruo espantoso, al que Edward debe derrotar para poder continuar. Edward avanza por el laboratorio del castillo sólo para encontrar a Charles, mutado en una nueva forma, esperando para luchar contra él nuevamente en la salida.
Después de derrotar a Charles nuevamente, Edward debe colocar tres cristales de colores en las posiciones correctas en orden. Cualquier error, o no encontrar los tres cristales en etapas anteriores, hace que Edward caiga y muera en un pozo de púas y termine el juego. Si se ingresa la combinación correcta, Edward se enfrenta al monstruo científico loco que ha estado creando zombies para transformar a los mortales débiles en criaturas poderosas que puedan dominar el mundo. El científico bebe una de sus propias pociones, que lo transforma en una bestia reptil gigante. Edward lucha contra él y finalmente triunfa disparándole la cabeza a la bestia. Edward se aleja, reflexionando que aunque el pueblo ahora puede vivir en paz, él siente que no cumplió su misión.

## Jugabilidad
El jugador viaja a través de cinco etapas y debe disparar a zombies y otros monstruos en el camino antes de ser alcanzado por sus ataques (disparos, cuchillos, hachas, etc.). Con frecuencia aparecen transeúntes inocentes; si reciben un disparo, el jugador sufre una penalización de salud. Se pueden destruir partes del escenario, como lápidas y ventanas, para revelar potenciadores de armas y elementos de bonificación. El jugador comienza el juego con una pistola estándar, pero se pueden encontrar armas más potentes como escopetas, ametralladoras y rifles de fuego; sin embargo, si el jugador es golpeado o dispara a un transeúnte, se perderán todos los potenciadores de armas. El controlador del jugador es una escopeta de acción de bombeo montada en el gabinete. Cuando se agota el suministro de munición de un arma, el jugador debe bombear la parte delantera para recargar.
Se debe derrotar a un personaje jefe al final de cada etapa para poder avanzar a la siguiente. Además, para llegar al jefe final del juego, el jugador deberá encontrar tres cristales de colores y colocarlos en el orden correcto al final de la quinta etapa. Si no los encuentras todos o los colocas correctamente, el juego finalizará inmediatamente y el personaje del jugador caerá en un pozo de púas.

## Desarrollo
Zombie Raid fue desarrollado por japoneses y estadounidenses que trabajan en American Sammy Corporation. La música del juego fue compuesta por Brian L. Schmidt, quien también creó el sistema de sonido BSMT2000 (sin embargo, Zombie Raid no se ejecuta en este sistema). Zombie Raid se ejecuta en el sistema arcade de primera generación de Seta, que se desarrolló originalmente en 1987 y permite gráficos de sprites de alta calidad.

## Realización
Zombie Raid fue lanzado el 28 de septiembre de 1995. El juego fue lanzado exclusivamente en Norteamérica.

## Recepción
Next Generation le dio a Zombie Raid una puntuación de dos estrellas sobre cinco y afirmó que "no es terrible, es algo divertido, pero en comparación con la cosecha actual de shooters, es deficiente". 